# وليام بيترسين
وليام بيترسين (بالإنجليزية: William Petersen) هو منتج أفلام وممثل أمريكي، ولد في 21 فبراير 1953 في الولايات المتحدة. بدأ مشواره المهني سنة 1981، ومن الجوائز التي نالها جائزة نقابة ممثلي الشاشة لأفضل أداء جماعي في مسلسل درامي عن عمل التحقيق في موقع الجريمة سنة 2005.

## أعمال

### أفلام
- (2000) المنافس[8]
- (2011) انفصال[9]

### مسلسلات
- التحقيق في موقع الجريمة

## جوائز
- جائزة نقابة ممثلي الشاشة لأفضل أداء جماعي في مسلسل درامي، عن عمل: التحقيق في موقع الجريمة (2005)

## وصلات خارجية
- وليام بيترسين على موقع IMDb (الإنجليزية)
- وليام بيترسين على موقع روتن توميتوز (الإنجليزية)
- وليام بيترسين على موقع مونزينجر (الألمانية)
- وليام بيترسين على موقع ألو سيني (الفرنسية)
- وليام بيترسين على موقع تيرنر كلاسيك موفيز (الإنجليزية)
- وليام بيترسين على موقع أول موفي (الإنجليزية)
- وليام بيترسين على موقع قاعدة بيانات برودواي على الإنترنت (الإنجليزية)
- وليام بيترسين على موقع قاعدة بيانات الأفلام السويدية (السويدية)
- وليام بيترسين على موقع قاعدة بيانات الأفلام السويدية (السويدية)
- وليام بيترسين على موقع إن إن دي بي (الإنجليزية)